# Lukavec (dvorac)
Lukavec je dvorac u Hrvatskoj. 

## Zemljopis
Nalazi se u istoimenom hrvatskom selu kod Velike Gorice, kod potoka koji se također zove Lukavec.

## Povijest
Na mjestu današnjeg dvorca bila je drvena fortifikacija. Nije poznata točna godina izgradnje tog prvog objekta, niti gdje se nalazio. Prvi povijesni spomen je 1256. godine. Dokumenti ga tad spominju kao caput Lukavez. Godine 1481. utvrda dolazi u ruke medvedgradskog gospodara Ivana Tuza. U vrijeme osmanske invazije na Hrvatsku, služio je turopoljskom plemstvu za obranu. Današnji dvorac sagrađen je 1749. godine u baroknom stilu. Nema perivoja. Ima unutarnje dvorište, perimetar ograde i četiri krila. Važan je u presjeku profane arhitekture u Hrvatskoj 18. stoljeća.